# هلموت کمرر
هلموت کمرر (آلمانی: Helmut Cämmerer؛ زادهٔ ۵ مهٔ ۱۹۱۱ - درگذشته نامشخص) قایقران کانو اهل آلمان است.